# Beauden Barrett
Beauden John Barrett (Nueva Plymouth, 27 de mayo de 1991) es un jugador neozelandés de rugby que se desempeña como apertura. Ganó el premio a mejor jugador de rugby del mundo en 2016 y 2017, y es un jugador indiscutido de los All Blacks.

## Trayectoria deportiva
Debutó en primera división en 2010 con Taranaki RFU de la National Provincial Championship. Desde que fue contratado en 2011, juega para los Hurricanes, una de las franquicias neozelandesas del Super Rugby.
En 2016 y 2017 es nombrado mejor jugador de rugby del mundo.
El 12 de julio de 2019, se anunció oficialmente que Beauden Barrett había extendido su contrato con la New Zealand Rugby Union por cuatro años. Sin embargo, cambió de provincia y fue transferido a Auckland con los Blues.
Para la temporada 2021 firmó en el Japan Rugby League One por una temporada con el club Suntory Sungoliath.
Dos años después, fue seleccionado para jugar la Copa Mundial de Rugby de 2023, torneo en el que los All Blacks perdieron la final contra Sudáfrica por 12-11. Se destacó al anotar el único try del partido. A principios de diciembre de 2023, algún tiempo después de la final de la Copa del Mundo, firmó un nuevo contrato con New Zealand Rugby Union, que lo vinculó tanto a la unión como a los Blues hasta 2027. Sin embargo, estuvo jugando en el temporada 2023-24 con el club japonés Toyota Verblitz, pero era elegible para los All Blacks al final de la temporada y regresó a los Blues en 2025.

### Internacional
Durante la temporada 2012, logró establecerse como apertura de su franquicia. El 27 de mayo de 2012, en su vigésimo cumpleaños, rompió el récord de puntos de los Hurricanes en una sola temporada, terminando con 197, superando los 152 de Jon Preston en la temporada de 1997. Sus actuaciones en el Super 15 le valieron la selección de Steve Hansen para el All Blacks en junio de 2012.
El 23 de junio, hizo su debut internacional contra Irlanda en el Waikato Stadium en Hamilton, con victoria por 60-0. Beauden Barrett no pudo defender el Ranfurly Shield con Taranaki esta temporada debido a su selección para el Rugby Championship inaugural, que los neozelandeses ganaron sin perder un solo partido-
En 2015 el seleccionador tuvo la gran idea de elegir a la joven promesa del rugby para jugar en la selección neozelandesa que participa en la Copa Mundial de Rugby de 2015. En el segundo partido de la fase de grupos contra Namibia, que terminó con victoria neozelandesa 58-14, Barrett contribuyó a la victoria del equipo con un try, cuatro conversiones y un golpe de castigo. En la semifinal Nueva Zelanda-Sudáfrica, ganada por el primero de los dos equipos 20-18, Beauden Barrett entró en el minuto 48, sustituyendo a Milner-Skudder, y anotó el segundo de los dos tries de su equipo, en el minuto 51. En la final de la Copa Mundial, que Nueva Zelanda ganó a Australia 17-34, Beauden Barrett anotó el tercero y último de los tries de su equipo.
Fue seleccionado por Steve Hansen para formar parte de los All Blacks en la Copa Mundial de Rugby de 2019 en Japón donde desplegaron un brillante juego en el que ganaron todos los partidos de la primera fase excepto el partido contra Italia que formaba parte de la última jornada de la primera fase,que no se disputó debido a la llegada a Japón del Tifón Hagibis.
En cuartos de final se enfrentaron a Irlanda, partido con cierto morbo porque el XV del trébol había sido el único que había sido capaz de vencer a los All Blacks en los últimos años. Sin embargo, Nueva Zelanda desplegó un gran juego y venció por un amplio resultado de 46-14.
En semifinales jugaron ante Inglaterra donde se formó cierta polémica debido a la formación utilizada en forma de uve por el XV de la rosa a la hora de recibir el haka de los All Blacks. El partido fue posiblemente el mejor que se pudo ver en todo el campeonato, donde vencieron los ingleses por el marcador de 19-7. Se especuló con el puesto que ocuparía Barrett dentro de los All Blacks ya que el los últimos años había desempeñado un gran juego tanto en la selección como en Hurricanes jugando de apertura, pero entre las grandes actuaciones de Mounga en ese puesto y la lesión de McKenzie en el puesto de zaguero hicieron que Hansen apostase por Barrett para ocupar esa posición donde jugó 5 partidos completos y donde anotó tres ensayos ante Canadá, Irlanda y Gales

#### Participaciones en Copas del Mundo
| Mundial                       | Sede       | Resultado     | PJ | Tries |
| ----------------------------- | ---------- | ------------- | -- | ----- |
| Copa Mundial de Rugby de 2015 | Inglaterra | Campeón       | 6  | 3     |
| Copa Mundial de Rugby de 2019 | Japón      | Tercer puesto | 5  | 3     |
| Copa Mundial de Rugby de 2023 | Francia    | Subcampeón    | 7  | 9     |

## Palmarés
- Ranfurly Shield: 2011
- National Provincial Championship: 2023
- Super Rugby: 2016
- Campeonato Mundial de Rugby Juvenil: 2011
- The Rugby Championship: 2012, 2013, 2014, 2016, 2017, 2018, 2020, 2021, 2022 y 2023
- Copa del Mundo de Rugby: 2015
- Mejor Jugador del Mundo: 2016, 2017[18]